# Шуйфу
Шуйфу́ (кит. упр. 水富, пиньинь Shuǐfù) — городской уезд городского округа Чжаотун провинции Юньнань (КНР). Название городского уезда было образовано из сочетания названий существовавших здесь коммун Шуйхэ, Шуйдун и Аньфу.

## История
Постановлением Госсовета КНР от 1 июля 1974 года территория площадью 87 км² была передана из уезда Ибинь провинции Сычуань в состав уезда Суйцзян округа Чжаотун (昭通地区) провинции Юньнань для строительства на ней газохимического завода, однако она при этом не перешла под юрисдикцию властей уезда, а была подчинена напрямую властям округа Чжаотун.
В августе 1981 года на смежных участках уездов Суйцзян и Яньцзинь, где был построен газохимический завод, был образован отдельный уезд Шуйфу (水富县).
Постановлением Госсовета КНР от 13 января 2001 года округ Чжаотун был преобразован в городской округ.
Постановлением Госсовета КНР от 2 июля 2018 года уезд Шуйфу был преобразован в городской уезд.

## Административное деление
Городской уезд делится на 1 уличный комитет и 3 посёлка.